# Crisi de Suez
La Crisi de Suez, també anomenada Guerra del Sinaí, va ser un atac militar contra Egipte dut a terme per Regne Unit, França, i Israel a partir del 29 d'octubre de 1956. L'atac es va produir després de la decisió d'Egipte (26 de juliol de 1956) de nacionalitzar el Canal de Suez després de la retirada d'una oferta de Regne Unit i els Estats Units per a finançar la construcció de la presa d'Assuan.
El Canal de Suez, finançat per França i Egipte, va començar a operar en 1869, convertint-se ràpidament en un enllaç vital entre Regne Unit i la seua colònia més important, l'Índia. Donada aquesta rellevància, Regne Unit va comprar la seua participació en el govern egipci. El canal va conservar la seva importància fins i tot després de la independència de l'Índia, ja que es va transformar en la principal ruta per a transportar petroli des del Golf Pèrsic a Europa, resultant, per tant, vital per a totes les economies de l'Europa Occidental.
L'oficial de l'exèrcit egipci Gamal Abdel Nasser va encapçalar en 1952 un colp d'estat contra el govern del rei Faruk I d'Egipte, reemplaçant les polítiques pro-europees d'aquest últim amb una nova política panarabista. Al juny de 1956 Nasser va ser elegit president i, com a part de la seua nova política, va implantar en el país el que va denominar el Nacionalisme Socialista Àrab. Posteriorment el govern de Nasser va comprar tancs a Txecoslovàquia i va reconèixer diplomàticament a la Republica Popular Xinesa. Amb Nasser al capdavant d'Egipte, va deslligar una campanya anti-occidental, i per això cercava nacionalitzar el Canal de Suez (fins a aqueix moment en possessió anglo-francesa), afectant els interessos econòmics britànics i francesos, signant al seu torn acords d'ajuda mútua amb Síria i Jordània.
La influència del president Nasser en el món àrab i les seves proclames anti-israelians eren tan significatives, que afectava a la seguretat d'Israel, i provocava l'antipatia de Regne Unit i França. En conseqüència, Anglaterra i EUA es van negar a finançar la construcció de la Presa d'Asuan, com s'havien compromès amb anterioritat. Nasser en resposta nacionalitzà el canal el 26 de juliol de 1956 amb l'objectiu de finançar tal construcció, el que va irritar considerablement a França i al Regne Unit, principals accionistes del Canal de Suez i màxims beneficiaris del petroli que per ell circulava.

## Causes de la intervenció israeliana
El 1947 es va aprovar el Pla de l'ONU per a la partició de Palestina, resolució que preveia la formació de dos Estats sobre el mandat britànic. Els Estats àrabs circumdants, així com la dirigència àrab-palestina, van rebutjar aquest acord i li van declarar la guerra a l'Estat jueu al moment de declarar la seua independència, cosa que va provocar la Guerra d'Independència d'Israel, en la qual va participar, entre d'altres, Egipte. Aquesta guerra va acabar amb una victòria d'Israel, que no només va obtenir la seua independència, sinó que va veure el seu territori ampliat pel que fa al traçat del pla original de l'ONU.
La victòria israeliana va causar un profund sentiment d'humiliació en l'opinió pública dels països àrabs, que demandaven una nova guerra per a destruir a Israel. Nasser, com polític nacionalista, no podia romandre insensible a aquestes demandes davant el risc de perdre el suport popular i, per tant, el poder, pel que va convertir a Egipte en un dels principals instigadors de la guerra d'escamots contra Israel.
Al nacionalitzar el canal el 26 de juliol de 1956, Nasser va ordenar el bloqueig dels estrets de Tiran, via d'accés a Eilat, principal port mercantil israelià en el Golf d'Aqaba i que li permetia comunicar-se amb els mercats del Sud-est d'Àsia a través del Mar Roig i de l'Índic. A l'octubre de 1956, Egipte, Síria i Jordània van signar una aliança militar, incrementant encara més la pressió sobre Israel.

## El pla d'invasió
En una reunió als afores de París, França i el Regne Unit, contrariats per la nacionalització del Canal de Suez, van acordar aliar-se amb Israel, que cercava castigar a Egipte pel seu suport als escamots i el seu bloqueig dels estrets de Tirán. El pacte arribat incloïa una primera invasió israeliana del Sinaí, seguida d'una oferta de mediació anglo-francesa, que en cas de ser rebutjada, es convertiria en casus belli contra Egipte.

## L'avanç

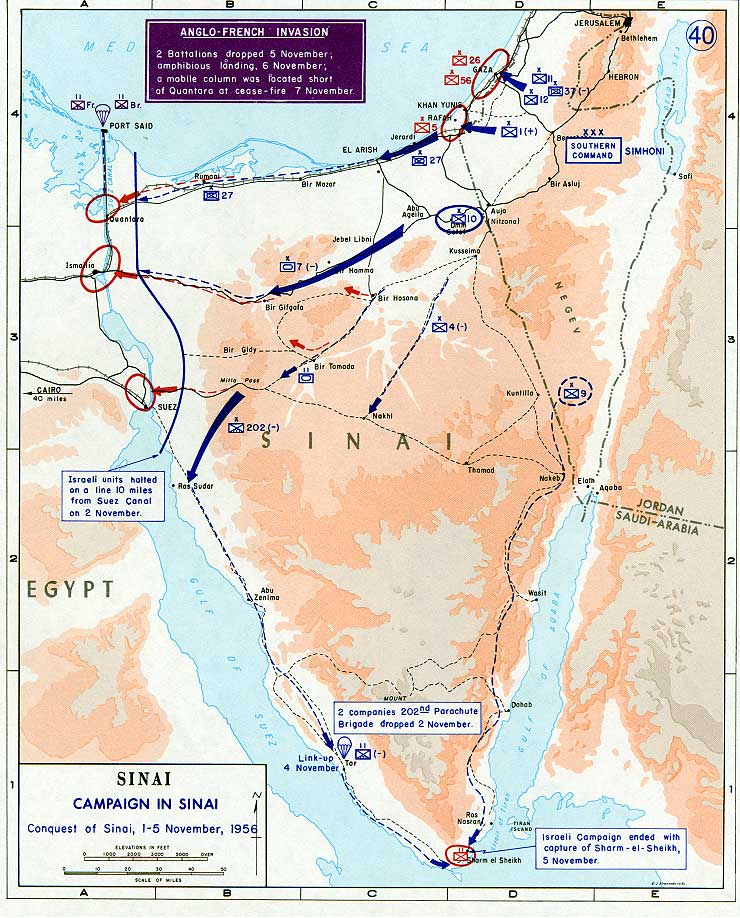
Avanços de Israel en el Sinaí

El 29 d'octubre de 1956, Israel va decretar la mobilització de les seues forces armades a través d'una planificació eficient en només quatre dies i va llançar la invasió del Sinaí i de la Franja de Gaza, arribant a ràpidament la zona del Canal de Suez. El desenvolupament del conflicte va ser per als israelians d'una planificació reeixida en el sentit d'introduir la sorpresa, per la qual cosa va afectar en tots els seus aspectes a l'exèrcit egipci. La subsegüent oferta de mediació de França i el Regne Unit va ser rebutjada per Egipte, tal com esperaven, pel que els dos països europeus van començar a bombardejar a aquest últim des de les seues bases en Xipre i Malta el 31 d'octubre. Regne Unit i França van reunir 80.000 homes i una flota de més de 100 vaixells, entre els quals havia 7 portaavions. Nasser va respondre enfonsant vaixells comercials en el canal, fins a un total de 40, el que va convertir la regió en intransitable fins a principis de 1957. Els bombardejos van ser seguits per un desplegament de paracaigudistes en Port Said a partir del dia 5 de novembre, on avions i bucs anglesos i francesos van intervenir en el conflicte per a protegir el Canal de Suez, atacant Port Said i Port Fuad, per la qual cosa les tropes israelianes van detenir el seu avanç a 16 km a l'est del canal, situació que va ser rebutjada pels Estats Units, el que va permetre a Egipte la nacionalització del Canal; el mateix dia que Israel completava la conquesta del Sinaí.
El dia decisiu va ser el 4 de novembre, quan definitivament va quedar la península del Sinaí en poder d'Israel, completant l'ocupació d'aquesta zona, amb excepció de la franja riberenca del canal, trobant simultàniament l'exèrcit egipci derrotat. El 5 de novembre de 1956, es va disposar el cessament del foc per part de les Nacions Unides.
Posteriorment les Nacions Unides va acordar la retirada de les forces israelianes de la Península del Sinaí i la Franja de Gaza, de la mateixa manera que va accedir a reconèixer la frontera egipci-israeliana com una línia de treva, la mateixa existent abans del conflicte acordada en l'armistici de 1949, sent garantida per les forces d'emergència de les Nacions Unides que es van instal·lar en territori egipci, ja que Israel no va acceptar la instal·lació en el seu territori de forces de pau, acordant-se la lliure navegació de bucs d'Israel en l'Estret i Golf de Tirán.

## La retirada
Estats Units i la Unió Soviètica estaven en contra de la intervenció de la triple aliança per diferents raons. La Unió Soviètica s'havia convertit en un dels principals aliats de Síria i cercava incrementar la seua popularitat en el món àrab.
Estats Units, per la seva banda, va al·legar no haver estat informat de la invasió pels seus aliats, i l'administració de Dwight Eisenhower havia de demostrar al món que no permetria aquella classe de comportaments per part dels seus aliats si pretenia que les seves denúncies de la intervenció soviètica en Hongria tingueren alguna classe de credibilitat. El 30 d'octubre Estats Units havia dut al Consell de Seguretat una resolució que demanava la retirada israeliana, encara que aquesta resolució va ser vetada per França i el Regne Unit.
L'amenaça política i financera dels Estats Units, unida a l'amenaça d'agressió de la Unió Soviètica (que va amenaçar en usar "modernes armes de destrucció" contra Londres i París), va ser determinant per a la retirada dels aliats del Sinaí. Aquesta retirada va ser afavorida per Lester Pearson, qui va suggerir la creació d'un cos especial d'interposició, la UNEF i els Cascos Blaus, entre Egipte i Israel, suggeriment que va ser aprovada en l'ONU i que més tard li va valdre a Pearson el Premi Nobel de la Pau de 1957.
La retirada dels tres aliats es va completar a principis de 1957. Israel havia aconseguit els seus objectius principals d'assegurar el pas lliure de vaixells en els Estrets del Tiran i el final de les incursions guerrilleres dins del seu territori. Regne Unit i França no van aconseguir evitar la nacionalització del canal de Suez i van perdre influència, mentre que els Estats Units es va convertir en peça clau a l'Orient Mitjà.

## Les conseqüències de la guerra
Per a França i el Regne Unit, la retirada forçada de la guerra va ser una comprovació descoratjadora que ja no eren més que potències subordinades als dos grans poders de l'època, Estats Units i la Unió Soviètica. El primer ministre britànic, Anthony Eden, va presentar la dimissió per la participació del seu país en la guerra, mentre que a França, De Gaulle va augmentar la seva desconfiança cap als Estats Units.
A Israel, la retirada forçosa va deixar un sentiment mixt, ja que encara que l'exèrcit israelià no havia trobat cap obstacle seriós en el seu avanç pel Sinaí i la seva consegüent victòria militar, va demostrar quant valia com força militar i potència en la regió, malgrat que cap dels objectius polítics de la guerra s'havien assolit. Egipte no es va comprometre a modificar la seva actitud cap a Israel, encara que, almenys, va reobrir el pas dels estrets de Tirán a la circulació de vaixells israelians i va permetre l'assentament de la UNEF en la frontera amb Israel.
Nasser es va alçar com el clar beneficiat de la guerra. Encara que militarment només havia obtingut fracassos, políticament va sortir-ne reforçat, ja que el canal va continuar nacionalitzat com propietat egípcia i va quedar reforçat el seu lideratge davant l'opinió pública àrab, sobretot, per no haver estat enderrocat. Nasser va ser aclamat com un heroi en el món àrab.
Sense un canvi d'actitud per cap de les parts, era evident que la crisi entre Israel i Egipte no tardaria a repetir-se. Al juny de 1967, després d'un nou bloqueig egipci dels estrets de Tirán, va esclatar la Guerra dels Sis Dies, continuació natural d'aquesta guerra.
No es va obtenir la pau, sinó que es va tornar a la mateixa situació abans de l'inici del conflicte i les forces d'emergència de les Nacions Unides van prendre possessió al llarg de la frontera d'ambdós països amb l'objectiu d'assegurar el compliment del cessament de les hostilitats.